# Sjarhej Dsjamjaschkewitsch
Sjarhej Mikalajewitsch Dsjamjaschkewitsch (belarussisch Сяргей Мікалаевіч Дзямяшкевіч, russisch Сергей Николаевич Демяшкевич, Sergei Nikolajewitsch Demjaschkewitsch; * 28. August 1966) ist ein ehemaliger sowjetischer bzw. belarussischer Ringer. Er war 1990 Weltmeister im Schwergewicht und gewann bei den Olympischen Spielen 1992 die Bronzemedaille im griech.-römischen Stil im Schwergewicht.

## Werdegang
Sjarhej Dsjamjaschkewitsch wuchs in Belarus auf und begann als Jugendlicher 1977 mit dem Ringen. Er konzentrierte sich dabei auf den griechisch-römischen Stil. Als Student war der blonde Hüne, der bei einer Größe von 1,88 m bald ca. 100 kg wog, Mitglied von „Burewestnik“ bzw. dem Universitätssportclub Minsk. Im Juniorenbereich konnte er sich gegen die starke Konkurrenz in der Sowjetunion noch nicht ganz durchsetzen. 1988 wurde er aber bei einem Welt-Cup-Turnier in Athen im Halbschwergewicht eingesetzt und gewann dieses Turnier vor dem Griechen Anagastopoulos, dem Kubaner Cruz und dem Weltmeister von 1985 im Halbschwergewicht Michael Houck aus den USA.
1989 wurde er erstmals bei einer internationalen Meisterschaft, der Weltmeisterschaft in Martigny/Schweiz im Halbschwergewicht eingesetzt. Dort konnte er aber die in ihn gesetzten Erwartungen nicht ganz erfüllen, denn er verlor gegen die beiden deutschen Starter Roger Gries aus Mömbris-Königshofen und Maik Bullmann auf Frankfurt (Oder) und musst sich mit dem 5. Platz begnügen.
Im Jahre 1990 wechselte er in das Schwergewicht, um dem kräftezehrenden Abtrainieren zu entgehen. In dieser Gewichtsklasse fasste er sofort Fuß und wurde bei der Weltmeisterschaft in Rom in überzeugender Manier Weltmeister im Schwergewicht. Auf dem Weg zu diesem Sieg schlug er u. a. den Olympiasieger von 1988 Andrzej Wroński aus Polen und den Weltmeister von 1989 Gerhard Himmel aus Aschaffenburg, also seine beiden unmittelbaren Vorgänger als Titelträger.
Vom sowjetischen Cheftrainer Gennadi Sapunow wurde er sogar als der beste Ringer der gesamten Weltmeisterschaft bezeichnet.
Genauso überlegen wie in Rom war Sjarhej Dsjamjaschkewitsch auch bei der Europameisterschaft 1990 in Aschaffenburg. Dort gewann er vor Andreas Steinbach aus der BRD und Sándor Major aus Ungarn. Umso überraschender kam seine Niederlage bei der Weltmeisterschaft dieses Jahres in Warna/Bulgarien. Er fand bei dieser Meisterschaft in dem Kubaner Héctor Milián seinen Meister. Milián, ein im Bodenkampf äußert starker Ringer, holte im Bodenkampf gegen Dsjamjaschkewitsch einen so großen Punktvorsprung heraus, dass dieser seinen Rückstand nicht mehr aufholen konnte.
Bei den Olympischen Spielen 1992 in Barcelona trafen Demjaschkewitsch und Milián in den Entscheidungskämpfen wieder aufeinander. Wieder siegte Milián, der damit Olympiasieger wurde. Sjarhej Dsjamjaschkewitsch musste sogar noch dem US-Amerikaner Dennis Koslowski die Silbermedaille überlassen und sich mit der Bronzemedaille zufriedengeben.
1993 startete Sjarhej Dsjamjaschkewitsch nach dem Zerfall der Sowjetunion bei der Europameisterschaft in Istanbul für Belarus. Im Schwergewicht gelang ihm dabei sein zweiter Titelgewinn bei einer Europameisterschaft. Auf dem Weg zu diesem Titel besiegte er u. a. Olympiasieger Andrzej Wroński (6:2 Punkte) und den ungemein starken russischen Starter Ibragim Tschawtschalow (4:0 Punkte). Bei der Weltmeisterschaft 1993 in Stockholm revanchierte sich Andrzej Wroński für diese Niederlage. Er besiegte Sjarhej Dsjamjaschkewitsch schon in der 2. Runde mit 6:0 Punkten und warf diesen damit aus dem Rennen. Für ihn blieb so nur der 9. Platz.
Nach dieser Niederlage beendete Sjarhej Dsjamjaschkewitsch seine Ringerlaufbahn.

## Internationale Erfolge
(OS = Olympische Spiele, WM = Weltmeisterschaft, EM = Europameisterschaft, GR = griech.-röm. Stil, Hs = Halbschwergewicht, S = Schwergewicht, damals bis 90 kg bzw. 100 kg Körpergewicht)
- 1988, 1. Platz, World-Cup in Athen, GR, Hs, vor Sotiros Anagnastopoulos, Griechenland, Guillermo Cruz, Kuba und Michael Houck, USA;
- 1989, 5. Platz, WM in Martigny/Schweiz, GR, Hs, hinter Maik Bullmann, DDR, Mike Foy, USA, Roger Gries, BRD, Ueon Jin-Han, Südkorea u. Harri Koskela, Finnland;
- 1990, 1. Platz, WM in Rom, GR, S, vor Sándor Major, Ungarn, Dušan Masár, CSSR, Stipe Damjanović, Jugoslawien, Héctor Milián, Kuba u. Chris Tirone, USA;
- 1991, 1. Platz, EM in Aschaffenburg, GR, S, vor Andreas Steinbach, BRD, Sándor Major, Ungarn, Celal Inceler, Türkei, Ilija Georgiew, Bulgarien u. Jörgen Olsson, Schweden;
- 1991, 3. Platz, WM in Warna, GR, S, hinter Héctor Milián u. Jörgen Olsson u. vor. Atanas Komtschew, Bulgarien, Sándor Major u. Miloš Govedarica, Jugoslawien;
- 1992, 1. Platz, Grosser Preiß der BRD in Kelheim, GR, S, vor Norbert Növényi, Ungarn, Andreas Steinbach u. Roger Gries;
- 1992, Bronzemedaille, OS in Barcelona, GR, S, hinter Héctor Milián u. Dennis Koslowski, USA u. vor Andrzej Wroński, Polen, Andreas Steinbach u. Ion Ieremciuc, Rumänien;
- 1993, 1. Platz, Grosser Preis von Deutschland in Koblenz, GR, S, vor Mikael Ljungberg, Schweden, Andrzej Wroński, Ahmet Özbegen u. Tahir Yilmaz, bde.Türkei u. Josip Pašivić, Kroatien;
- 1993, 1. Platz, EM in Istanbul, GR, S, vor Ibragim Tschawtschalow, Russland, Tengis Teodoradse,  Georgien, Andrzej Wroński, Tahin Yılmaz, Türkei u. Roger Gries;
- 1993, 9. Platz, WM in Stockholm, GR, S, Sieger: Mikael Ljungberg, Schweden vor Ibragim Tschawtschalow u. Andrzej Wroński